# Bogusław I Raciborowic
Bogusław I Raciborowic (ur. najp. 1183, zm. 1238) – domniemany książę pomorski (sławieński)?, przypuszczalny syn Racibora Bogusławowica i Salomei?.

## Pochodzenie
W literaturze przedmiotu Bogusław I Raciborowic jest czasem identyfikowany z Bogusławem II, synem Bogusława I lub z innymi filiacjami Raciborów, które są przez badaczy odrzucane. Za pierwszą identyfikacją miał przemawiać wystawiony dokument z 23 kwietnia 1200 dla joannitów, który nadawał kościołom: pw. Św. Jana i Jakuba dwie wsie: (łac.) Scarnino i Cosmacevo, jako zadośćuczynienie za wieś (łac.) Selglov. Dobra te, w późniejszym czasie zostały zakupione przez zakonników krzyżackich (1366).
Źródła nie przekazują, czy Bogusław I Raciborowic był żonaty i czy z tego związku lub związków pochodziło potomstwo. 

### Genealogia
|  |  | Racibor Bogusławowic? ur. w okr. 1150–1156 zm. 14 lub 15 I 1183 | Racibor Bogusławowic? ur. w okr. 1150–1156 zm. 14 lub 15 I 1183 |  |  |  |  |  |  | Salomea? ur. w okr. 1162–1164 zm. 11 V po 1183 | Salomea? ur. w okr. 1162–1164 zm. 11 V po 1183 |  |  |
|  |  |                                                                 |                                                                 |  |  |  |  |  |  |                                                |                                                |  |  |
|  |  |                                                                 |                                                                 |  |  |  |  |  |  |                                                |                                                |  |  |
|  |  |                                                                 |                                                                 |  |  |  |  |  |  |                                                |                                                |  |  |

|  |  |  |  | Bogusław I Raciborowic (ur. najp. 1183, zm. 1238) |